# لويس-غابرييل دي غومر
لويس-غابرييل دي غومر هو عسكري وسياسي فرنسي، ولد في 25 فبراير 1718 في Quevauvillers ‏ في فرنسا، وتوفي في 30 يوليو 1798 في ديوس (مدينة) في فرنسا. انتخب نائب فرنسي.